# 奧克蘭德鄉

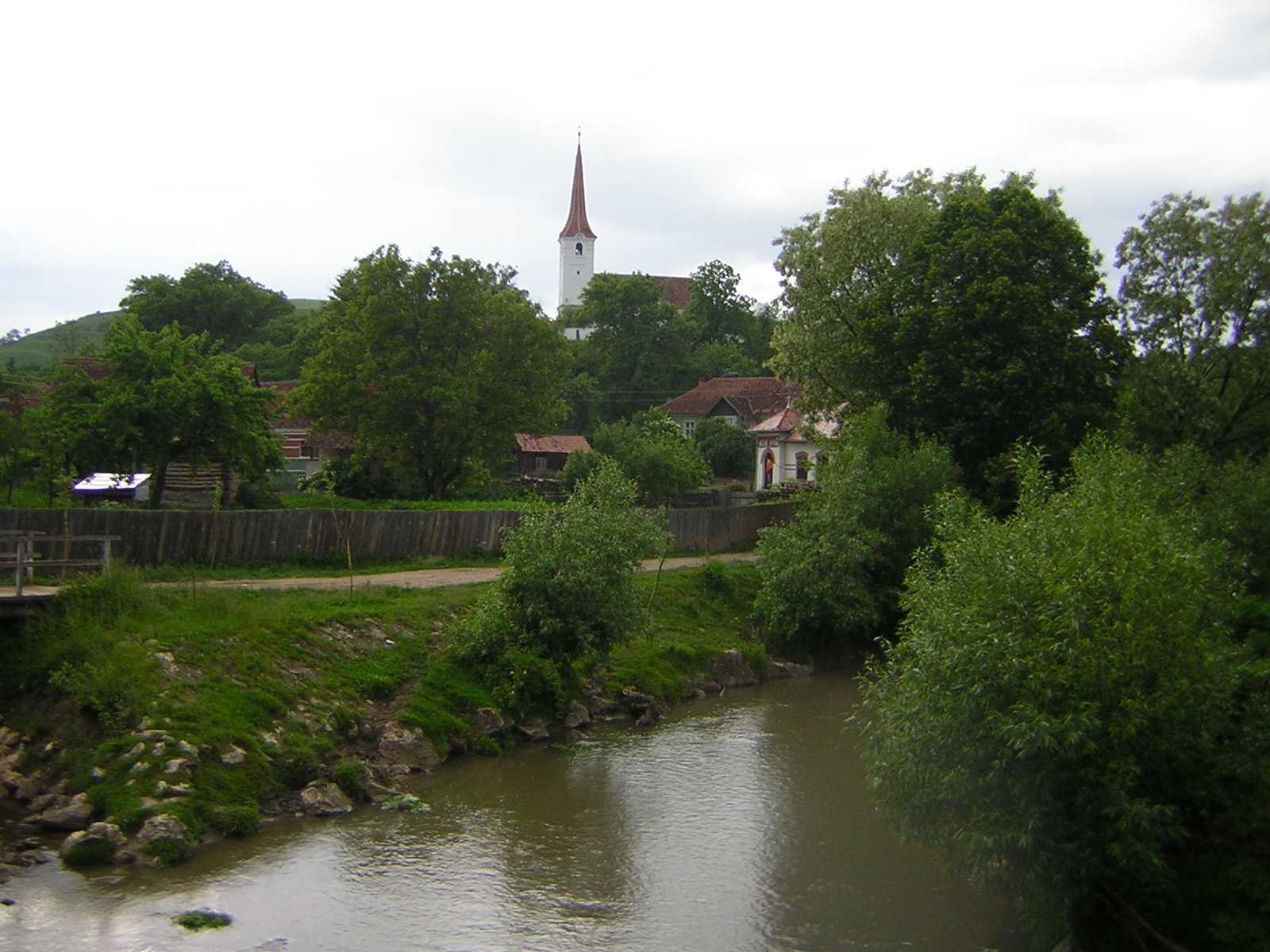

46°10′0″N 25°25′0″E / 46.16667°N 25.41667°E
奧克蘭德鄉（羅馬尼亞語：Comuna Ocland, Harghita），是羅馬尼亞的鄉份，位於該國中部，由哈爾吉塔縣負責管轄，面積63平方公里，海拔高度508米，2007年人口1,286，人口密度每平方公里20人。